# أندرو ماثيوز
أندرو ماثيوز (بالإنجليزية: Andrew Matthews)‏ هو متزلج جماعي بريطاني، ولد في 7 أغسطس 1988 في سلاو في المملكة المتحدة.

## وصلات خارجية
- أندرو ماثيوز على موقع IBSF (الإنجليزية)
- أندرو ماثيوز على موقع اللجنة الأولمبية الدولية (الإنجليزية)
- أندرو ماثيوز على موقع أوليمبيديا (الإنجليزية)
- أندرو ماثيوز على موقع اللجنة الأولمبية البريطانية (الإنجليزية)